# Karl Costenoble

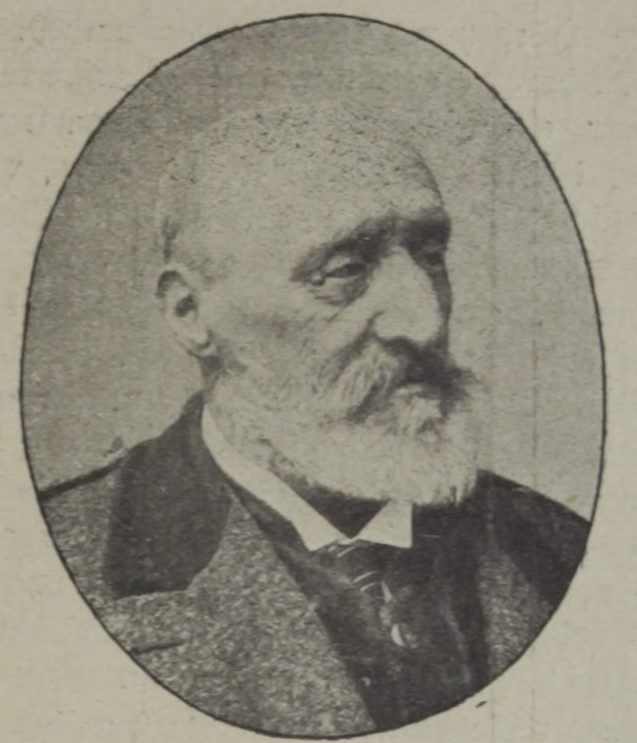
Karl Costenoble, um 1902

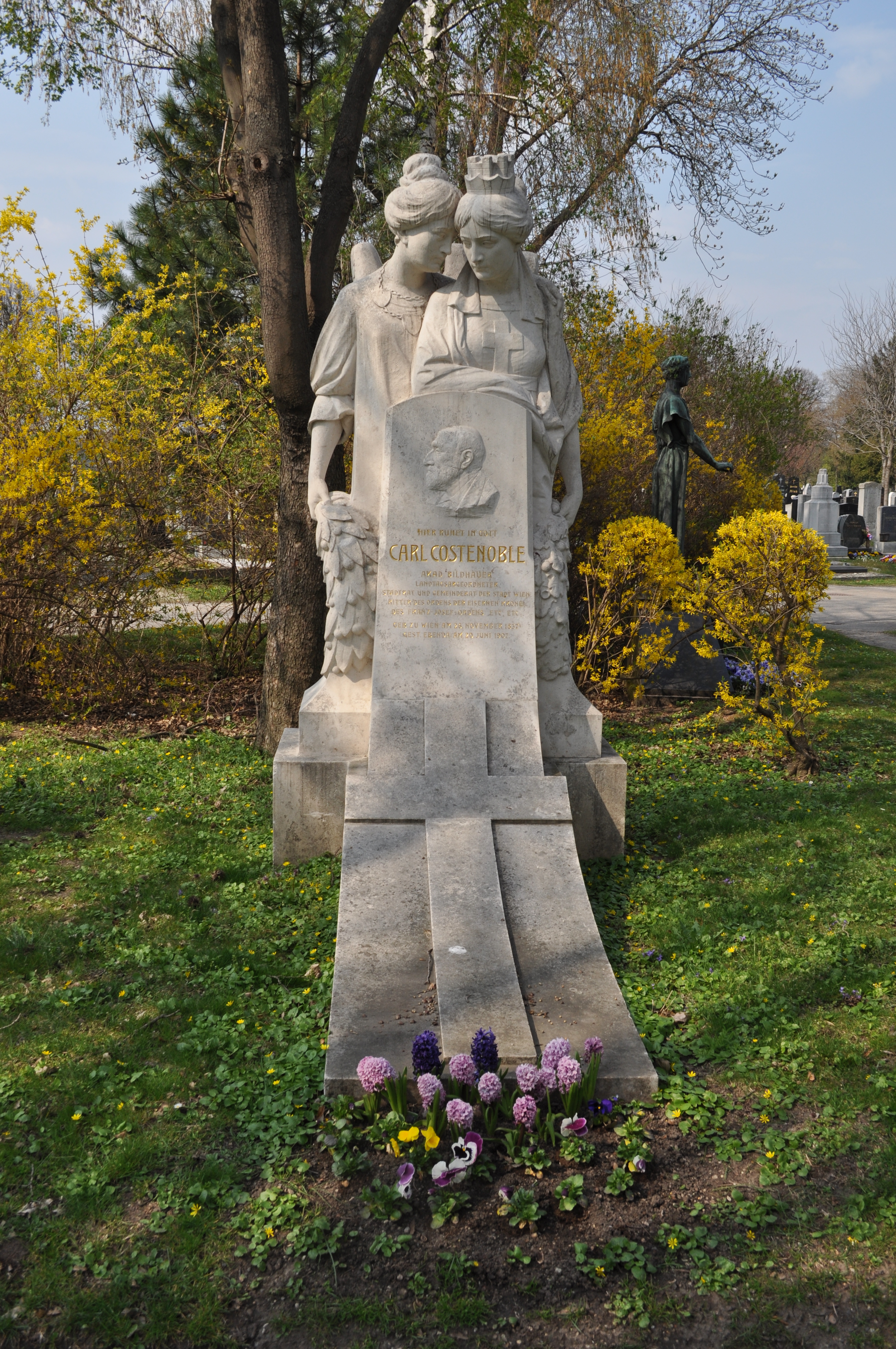
Grab von Carl Costenoble auf dem Wiener Zentralfriedhof

Karl Ludwig Anton Costenoble (auch Carl Costenoble, * 26. November 1837 in Wien; † 20. Juni 1907 ebenda) war ein österreichischer Bildhauer.

## Leben
Karl Costenoble war ein postumer Sohn des Hofschauspielers Karl Ludwig Costenoble aus dessen zweiter Ehe. Seine künstlerische Laufbahn begann als Schüler von Franz Melnitzky (1822–1876) und Franz Bauer (1798–1872) an der Akademie der bildenden Künste in Wien. Von 1860 bis 1864 führte er ein Atelier in München, bis er nach Wien berufen wurde um im dortigen k.u.k. Hofwaffenmuseum, dem heutigen Heeresgeschichtlichen Museum, die Marmor-Statuen von Heinrich von Dampierre, Friedrich Graf Veterani und Adolf von Schwarzenberg auszuführen (alle 1867 datiert). Kaiser Franz Joseph I. erwarb je eine Büste Kaiser Karl V. und Kaiser Maximilian I. vom Künstler. 1876 besuchte er gemeinsam mit Anton Poschacher (Industrieller, 1841) die Weltausstellung in Philadelphia, Pennsylvania, USA, und berichtete über Architektur und öffentliche Bauten. 1883 leitete er die Jubiläumsausstellung zur Türkenbelagerung im Rathaus und 1886 stellte er die städtische Waffensammlung und die Grillparzer-Ausstellung auf. Er war Stadt- und Gemeinderat und Landtagsabgeordneter von Niederösterreich in Wien.
Sein künstlerischer Nachlass wurde im Wiener Dorotheum vom 5. bis 7. März 1908 versteigert.

## Ehrungen
Er war Ritter des Franz-Joseph-Ordens und erhielt ein Ehrengrab auf dem Wiener Zentralfriedhof (Gruppe 14 A Nr. 39).

## Werke
- Reiterstatuette Kaiser Leopold I., 1898, Bronzehohlguss, 113 × 45 × 119 cm, Heeresgeschichtliches Museum, Wien
- Büsten und Statuen für das Burgtheater und das Naturhistorische Museum in Wien
- Denkmal in der Sachsenklemme bei Brixen